# Chilantaisaurus
Chilantaisaurus ("ještěr z Ch'i-lan-t'ai") byl rod velkého teropodního dinosaura z příbuzenstva čeledi Neovenatoridae, který obýval území dnešní severní Číny v období rané pozdní křídy (geol. stupeň turon, asi před 92 miliony let). Formálně byl popsán roku 1964 a jeho nápadným znakem je značná tělesná velikost. Šlo zřejmě o dominantního predátora tehdejších ekosystémů. Podle vědecké stusdie, publikované v listopadu roku 2020 se původní fosilní materiál ve skutečnosti skládá ze zkamenělých pozůstatků nejméně dvou různých teropodů z kladů Spinosauria nebo Neotetanurae, Carcharodontosauridae a zřejmě i dalších.

## Rozměry
Délka tohoto dinosaura je odhadována na 11 až 13 metrů a hmotnost činila kolem 3600 kg. Šlo tedy o teropoda téměř ve velikostní kategorii druhu Tyrannosaurus rex. Kost stehenní měřila u holotypu 119 cm, kost pažní 58 cm a kost holenní 95,4 cm.
Podle vědecké studie, publikované v září roku 2020, činila hmotnost tohoto dinosaura asi 3287 až 3587 kilogramů.

## Objev
Typovým a v současnosti jediným známým druhem je C. tashuikouensis. Fosilie tohoto taxonu byly objeveny na území Vnitřního Mongolska (autonomní oblast na severu Číny) v sedimentech souvrství Ulansuhai. Typový exemplář má sbírkové označení IVPP V.2884.